# Ytterstfors kanal
Ytterstfors kanal är en kanal i Byske, ursprungligen uppförd för Ytterstfors såg. Större delen av marken kring kanalen, som ännu finns kvar, ägs av Skellefteå kommun. Själva kanalen ägs dock av Byske Samfält 2482.
Kanalen grävdes i samband med uppförandet av en utökning av sågverket. Tillstånd för anläggande gavs av Kammarkollegiet den 16 november 1815. Syftet var att "bättre tillgodogöra sig älvens strömmande kraft". Kanalen grävdes från en damm som låg tvärs över Ytterstforsen och höjde effekten på sågverket. Kanalen stod klar 1817 och blev 763 alnar lång och sex alnar bred, vilket motsvarar en längd på cirka 453 meter och en bredd på cirka 3,53 meter.
Dammen torrlades i samband med vårfloden 1971, men är synlig från Fabriksgatan. Enligt uppgifter från 2006 var vattennivån i kanalen så låg att vattnet blir stillastående och den och stenpir som byggt för att höja vattennivån hade rasat.